# Chavaignes
Chavaignes és un municipi francès situat al departament de Maine i Loira i a la regió de País del Loira. L'any 2007 tenia 96 habitants.

## Demografia

### Població
El 2007 la població de fet de Chavaignes era de 96 persones. Hi havia 36 famílies de les quals 12 eren unipersonals (12 homes vivint sols), 12 parelles sense fills i 12 parelles amb fills.
La població ha evolucionat segons el següent gràfic:
Habitants censats

### Habitatges
El 2007 hi havia 56 habitatges, 39 eren l'habitatge principal de la família, 7 eren segones residències i 10 estaven desocupats. 55 eren cases i 1 era un apartament. Dels 39 habitatges principals, 26 estaven ocupats pels seus propietaris i 13 estaven llogats i ocupats pels llogaters; 7 tenien dues cambres, 10 en tenien tres, 4 en tenien quatre i 19 en tenien cinc o més. 26 habitatges disposaven pel capbaix d'una plaça de pàrquing. A 24 habitatges hi havia un automòbil i a 15 n'hi havia dos o més.

### Piràmide de població
La piràmide de població per edats i sexe el 2009 era:
| Homes | Edats   | Dones |
| ----- | ------- | ----- |
| 0     | 95 o +  | 0     |
| 0     | 90 a 94 | 1     |
| 1     | 85 a 89 | 1     |
| 3     | 80 a 84 | 2     |
| 1     | 75 a 79 | 0     |
| 4     | 70 a 74 | 3     |
| 6     | 65 a 69 | 5     |
| 2     | 60 a 64 | 1     |
| 2     | 55 a 59 | 2     |
| 1     | 50 a 54 | 2     |
| 3     | 45 a 49 | 3     |
| 3     | 40 a 44 | 3     |
| 6     | 35 a 39 | 9     |
| 3     | 30 a 34 | 3     |
| 1     | 25 a 29 | 1     |
| 2     | 20 a 24 | 2     |
| 4     | 15 a 19 | 2     |
| 8     | 10 a 14 | 6     |
| 8     | 5 a 9   | 3     |
| 3     | 0 a 4   | 3     |

## Economia
El 2007 la població en edat de treballar era de 64 persones, 49 eren actives i 15 eren inactives. De les 49 persones actives 44 estaven ocupades (23 homes i 21 dones) i 5 estaven aturades (2 homes i 3 dones). De les 15 persones inactives 7 estaven jubilades, 5 estaven estudiant i 3 estaven classificades com a «altres inactius».
Activitats econòmiques
Dels 3 establiments que hi havia el 2007, 2 eren d'empreses de comerç i reparació d'automòbils i 1 d'una empresa de serveis.
L'any 2000 a Chavaignes hi havia 7 explotacions agrícoles.

## Poblacions més properes
El següent diagrama mostra les poblacions més properes.